# Tour de Burgos féminin 2021
La 6e édition du Tour de Burgos féminin a lieu du 20 au 23 mai 2021. C'est la neuvième épreuve de l'UCI World Tour féminin 2021.
Lors de la première étape, un trio s'échappe dans le final. Grace Brown devance ses compagnons d'échappée. Le lendemain, Anastasia Chursina fait partie du groupe de fugue. Elise Chabbey devient nouvelle leader du classement général. Elle conclut l'étape en solitaire. Sur la troisième étape, Cecilie Uttrup Ludwig se montre la plus rapide dans la côte finale. Niamh Fisher-Black s'empare de la tête du classement général. La dernière étape fait figure de juge de paix de ce Tour de Burgos. Dans son ascension finale, Anna van der Breggen devance Annemiek van Vleuten. Elles terminent ainsi aux deux premières positions du classement géneral. Demi Vollering complète le podium. Niamh Fisher-Black est la meilleure jeune. Van der Breggen gagne le classement par points et de la montagne. Sa formation SD Worx est la meilleure équipe.

## Équipes
| UCI Women's WorldTeams (8)- Alé BTC Ljubljana - Team BikeExchange - Canyon-SRAM Racing - FDJ-Nouvelle Aquitaine-Futuroscope - Liv Racing - Movistar Team - SD Worx - Trek-Segafredo Équipes féminines continentales (11)- A.R. Monex - Bizkaia-Durango - Ceratizit-WNT Pro Cycling - Cogeas-Mettler-Look Pro Cycling Team - Eneicat-RBH Global-Martin Villa - Instafund Racing - Massi Tactic - Rally - Río Miera-Cantabria Deporte - Sopela - Valcar-Travel & Service Équipe féminine continentale- Burgos Alimenta Women Cycling Sport |
| |

## Parcours
La première étape comporte deux ascensions : l'Alto de Coculina et l'Alto de La Lora qui précède l'ascension finale vers Sargentes de la Lora. La deuxième étape est également vallonnée, avec l'ascension de l'Alto de Bocos puis de l'Alto de Retuerta, cette dernière difficulté étant néanmoins située à vingt-deux kilomètres de l'arrivée. La troisième étape ne compte de côtes répertoriées avant les vingt derniers kilomètres et l'Alto de las Hoyas. La côte vers la ligne d'arrivée est également répertoriée. La dernière étape est relativement plate jusqu'à l'Alto del Collado de Vilviestre, sorte d'hors d'œuvre, avant l'ascension finale qui vers la Lagunas de Neila. Cette ascension affiche 800 m de dénivelé positif, sa pente moyenne oscille entre 8,2 et 11 %.

## Étapes
| Étape     | Date   | Villes étapes                                                        | type              | Distance (km) | Dénivelé (m) | Vainqueur d'étape     | Leader du classement général |
| --------- | ------ | -------------------------------------------------------------------- | ----------------- | ------------- | ------------ | --------------------- | ---------------------------- |
| 1re étape | 20 mai | Villadiego – Sargentes de la Lora                                    | étape vallonnée   | 99,85         | 1 105 m      | Grace Brown           | Grace Brown                  |
| 2e étape  | 21 mai | Pedrosa de Valdeporres – Villarcayo de Merindad de Castilla la Vieja | étape vallonnée   | 97,1          | 1 062 m      | Anastasia Chursina    | Elise Chabbey                |
| 3e étape  | 22 mai | Medina de Pomar – Ojo Guareña                                        | étape vallonnée   | 117,25        | 1 247 m      | Cecilie Uttrup Ludwig | Niamh Fisher-Black           |
| 4e étape  | 23 mai | Quintanar de la Sierra – Lagunas de Neila                            | étape de montagne | 124,3         | 1 999 m      | Anna van der Breggen  | Anna van der Breggen         |

## Déroulement de la course

### 1reétape
Au kilomètre trente, le peloton se scinde en deux. Une échappée se forme alors avec : Mireia Benito, Heidi Franz et Vera Looser. Elles sont reprises à quarante-cinq kilomètres de l'arrivée. Amalie Dideriksen attaque ensuite, quand elle est reprise, sa coéquipière Shirin van Anrooij sort à son tour. Son avance atteint la minute à dix-huit kilomètres de l'arrivée, au pied du col de La Lora. Dans celui-ci, Omer Shapira mène le rythme. Presque au sommet, Grace Brown attaque. Elle est suivie par Elise Chabbey. Niamh Fisher-Black fait le bond ensuite. Leur avance oscille autour de vingt secondes, mais elles ne sont pas reprises. Grace Brown s'impose au sprint.
| \| Classement de l'étape \| Classement de l'étape \| Classement de l'étape \| Classement de l'étape \| Classement de l'étape \| \| Coureuse \| Coureuse \| Pays \| Équipe \| Temps \| \| --------------------- \| --------------------- \| --------------------- \| -------------------------- \| --------------------- \| \| 1re \| Grace Brown \| Australie \| Team BikeExchange \| 2 h 28 min 28 s \| \| 2e \| Elise Chabbey \| Suisse \| Canyon-SRAM Racing \| + 0 s \| \| 3e \| Niamh Fisher-Black \| Nouvelle-Zélande \| SD Worx \| + 0 s \| \| 4e \| Arlenis Sierra \| Cuba \| A.R. Monex Women's \| + 5 s \| \| 5e \| Soraya Paladin \| Italie \| Liv Racing \| + 5 s \| \| 6e \| Sofia Bertizzolo \| Italie \| Liv Racing \| + 5 s \| \| 7e \| Elisa Longo Borghini \| Italie \| Trek-Segafredo \| + 5 s \| \| 8e \| Demi Vollering \| Pays-Bas \| SD Worx \| + 5 s \| \| 9e \| Tereza Neumanová \| Tchéquie \| Centre mondial du cyclisme \| + 5 s \| \| 10e \| Annemiek van Vleuten \| Pays-Bas \| Movistar Team \| + 5 s \| |                      |                  |                            |                 |
| |                      |                  |                            |                 |
| Source : ProCyclingStats |                      |                  |                            |                 |
| Classement de l'étape |                      |                  |                            |                 |
| Coureuse | Coureuse             | Pays             | Équipe                     | Temps           |
| 1re | Grace Brown          | Australie        | Team BikeExchange          | 2 h 28 min 28 s |
| 2e | Elise Chabbey        | Suisse           | Canyon-SRAM Racing         | + 0 s           |
| 3e | Niamh Fisher-Black   | Nouvelle-Zélande | SD Worx                    | + 0 s           |
| 4e | Arlenis Sierra       | Cuba             | A.R. Monex Women's         | + 5 s           |
| 5e | Soraya Paladin       | Italie           | Liv Racing                 | + 5 s           |
| 6e | Sofia Bertizzolo     | Italie           | Liv Racing                 | + 5 s           |
| 7e | Elisa Longo Borghini | Italie           | Trek-Segafredo             | + 5 s           |
| 8e | Demi Vollering       | Pays-Bas         | SD Worx                    | + 5 s           |
| 9e | Tereza Neumanová     | Tchéquie         | Centre mondial du cyclisme | + 5 s           |
| 10e | Annemiek van Vleuten | Pays-Bas         | Movistar Team              | + 5 s           |

| \| Classement général \| Classement général \| Classement général \| Classement général \| Classement général \| \| Coureuse \| Coureuse \| Pays \| Équipe \| Temps \| \| ------------------ \| -------------------- \| ------------------ \| -------------------------- \| ------------------ \| \| 1re \| Grace Brown \| Australie \| Team BikeExchange \| 2 h 28 min 28 s \| \| 2e \| Elise Chabbey \| Suisse \| Canyon-SRAM Racing \| + 0 s \| \| 3e \| Niamh Fisher-Black \| Nouvelle-Zélande \| SD Worx \| + 0 s \| \| 4e \| Arlenis Sierra \| Cuba \| A.R. Monex Women's \| + 5 s \| \| 5e \| Soraya Paladin \| Italie \| Liv Racing \| + 5 s \| \| 6e \| Sofia Bertizzolo \| Italie \| Liv Racing \| + 5 s \| \| 7e \| Elisa Longo Borghini \| Italie \| Trek-Segafredo \| + 5 s \| \| 8e \| Demi Vollering \| Pays-Bas \| SD Worx \| + 5 s \| \| 9e \| Tereza Neumanová \| Tchéquie \| Centre mondial du cyclisme \| + 5 s \| \| 10e \| Annemiek van Vleuten \| Pays-Bas \| Movistar Team \| + 5 s \| |                      |                  |                            |                 |
| |                      |                  |                            |                 |
| Source : ProCyclingStats |                      |                  |                            |                 |
| Classement général |                      |                  |                            |                 |
| Coureuse | Coureuse             | Pays             | Équipe                     | Temps           |
| 1re | Grace Brown          | Australie        | Team BikeExchange          | 2 h 28 min 28 s |
| 2e | Elise Chabbey        | Suisse           | Canyon-SRAM Racing         | + 0 s           |
| 3e | Niamh Fisher-Black   | Nouvelle-Zélande | SD Worx                    | + 0 s           |
| 4e | Arlenis Sierra       | Cuba             | A.R. Monex Women's         | + 5 s           |
| 5e | Soraya Paladin       | Italie           | Liv Racing                 | + 5 s           |
| 6e | Sofia Bertizzolo     | Italie           | Liv Racing                 | + 5 s           |
| 7e | Elisa Longo Borghini | Italie           | Trek-Segafredo             | + 5 s           |
| 8e | Demi Vollering       | Pays-Bas         | SD Worx                    | + 5 s           |
| 9e | Tereza Neumanová     | Tchéquie         | Centre mondial du cyclisme | + 5 s           |
| 10e | Annemiek van Vleuten | Pays-Bas         | Movistar Team              | + 5 s           |

### 2eétape
Rachel Langdon s'échappe en début d'étape, mais est reprise. Niamh Fisher-Black remporte le prix des monts. Peu après, une échappée sort avec Anastasia Chursina, Heidi Franz et Antri Christoforou. À quarante kilomètres de l'arrivée, elles comptent quatre minutes dix d'avance. Dans l'Alto Retuerta, Anna van der Breggen mène le rythme. Sabrina Stultiens chute. Un groupe de huit coureuses passe au sommet. À l'avant, Anastasia Chursina distance ses compagnons d'échappée. Dans la descente, Franz revient, mais Chursina profite d'un faux-plat pour la lâcher définitivement. À onze kilomètres de l'arrivée, Anna van der Breggen tente de sortir du peloton, mais Elisa Longo Borghini la marque. Chursina s'impose seule. Alice Barnes règle le sprint du peloton.
| \| Classement de l'étape \| Classement de l'étape \| Classement de l'étape \| Classement de l'étape \| Classement de l'étape \| \| Coureuse \| Coureuse \| Pays \| Équipe \| Temps \| \| --------------------- \| --------------------- \| --------------------- \| ---------------------------------- \| --------------------- \| \| 1re \| Anastasia Chursina \| Russie \| Alé BTC Ljubljana \| 2 h 29 min 28 s \| \| 2e \| Alice Barnes \| Royaume-Uni \| Canyon-SRAM Racing \| + 1 min 11 s \| \| 3e \| Amalie Dideriksen \| Danemark \| Trek-Segafredo \| + 1 min 11 s \| \| 4e \| Arlenis Sierra \| Cuba \| A.R. Monex Women's \| + 1 min 11 s \| \| 5e \| Sandra Alonso \| Espagne \| Bizkaia-Durango \| + 1 min 11 s \| \| 6e \| Laura Tomasi \| Italie \| Alé BTC Ljubljana \| + 1 min 11 s \| \| 7e \| Eugénie Duval \| France \| FDJ-Nouvelle Aquitaine-Futuroscope \| + 1 min 11 s \| \| 8e \| Jelena Erić \| Serbie \| Movistar Team \| + 1 min 11 s \| \| 9e \| Demi Vollering \| Pays-Bas \| SD Worx \| + 1 min 11 s \| \| 10e \| Marie Le Net \| France \| FDJ-Nouvelle Aquitaine-Futuroscope \| + 1 min 11 s \| |                    |             |                                    |                 |
| |                    |             |                                    |                 |
| Source : ProCyclingStats |                    |             |                                    |                 |
| Classement de l'étape |                    |             |                                    |                 |
| Coureuse | Coureuse           | Pays        | Équipe                             | Temps           |
| 1re | Anastasia Chursina | Russie      | Alé BTC Ljubljana                  | 2 h 29 min 28 s |
| 2e | Alice Barnes       | Royaume-Uni | Canyon-SRAM Racing                 | + 1 min 11 s    |
| 3e | Amalie Dideriksen  | Danemark    | Trek-Segafredo                     | + 1 min 11 s    |
| 4e | Arlenis Sierra     | Cuba        | A.R. Monex Women's                 | + 1 min 11 s    |
| 5e | Sandra Alonso      | Espagne     | Bizkaia-Durango                    | + 1 min 11 s    |
| 6e | Laura Tomasi       | Italie      | Alé BTC Ljubljana                  | + 1 min 11 s    |
| 7e | Eugénie Duval      | France      | FDJ-Nouvelle Aquitaine-Futuroscope | + 1 min 11 s    |
| 8e | Jelena Erić        | Serbie      | Movistar Team                      | + 1 min 11 s    |
| 9e | Demi Vollering     | Pays-Bas    | SD Worx                            | + 1 min 11 s    |
| 10e | Marie Le Net       | France      | FDJ-Nouvelle Aquitaine-Futuroscope | + 1 min 11 s    |

| \| Classement général \| Classement général \| Classement général \| Classement général \| Classement général \| \| Coureuse \| Coureuse \| Pays \| Équipe \| Temps \| \| ------------------ \| -------------------- \| ------------------ \| ------------------------------------ \| ------------------ \| \| 1re \| Elise Chabbey \| Suisse \| Canyon-SRAM Racing \| 4 h 59 min 07 s \| \| 2e \| Niamh Fisher-Black \| Nouvelle-Zélande \| SD Worx \| + 0 s \| \| 3e \| Grace Brown \| Australie \| Team BikeExchange \| + 0 s \| \| 4e \| Arlenis Sierra \| Cuba \| A.R. Monex Women's \| + 5 s \| \| 5e \| Demi Vollering \| Pays-Bas \| SD Worx \| + 5 s \| \| 6e \| Tereza Neumanová \| Tchéquie \| Centre mondial du cyclisme \| + 5 s \| \| 7e \| Katarzyna Niewiadoma \| Pologne \| Canyon-SRAM Racing \| + 5 s \| \| 8e \| Tamara Dronova \| Russie \| Cogeas-Mettler-Look Pro Cycling Team \| + 5 s \| \| 9e \| Sofia Bertizzolo \| Italie \| Liv Racing \| + 5 s \| \| 10e \| Ashleigh Moolman \| Afrique du Sud \| SD Worx \| + 5 s \| |                      |                  |                                      |                 |
| |                      |                  |                                      |                 |
| Source : ProCyclingStats |                      |                  |                                      |                 |
| Classement général |                      |                  |                                      |                 |
| Coureuse | Coureuse             | Pays             | Équipe                               | Temps           |
| 1re | Elise Chabbey        | Suisse           | Canyon-SRAM Racing                   | 4 h 59 min 07 s |
| 2e | Niamh Fisher-Black   | Nouvelle-Zélande | SD Worx                              | + 0 s           |
| 3e | Grace Brown          | Australie        | Team BikeExchange                    | + 0 s           |
| 4e | Arlenis Sierra       | Cuba             | A.R. Monex Women's                   | + 5 s           |
| 5e | Demi Vollering       | Pays-Bas         | SD Worx                              | + 5 s           |
| 6e | Tereza Neumanová     | Tchéquie         | Centre mondial du cyclisme           | + 5 s           |
| 7e | Katarzyna Niewiadoma | Pologne          | Canyon-SRAM Racing                   | + 5 s           |
| 8e | Tamara Dronova       | Russie           | Cogeas-Mettler-Look Pro Cycling Team | + 5 s           |
| 9e | Sofia Bertizzolo     | Italie           | Liv Racing                           | + 5 s           |
| 10e | Ashleigh Moolman     | Afrique du Sud   | SD Worx                              | + 5 s           |

### 3eétape
Aucune tentative d'échappée n'aboutit en début d'étape. Le peloton arrive groupé à l'Alto de las Hoyas. À vingt-deux kilomètres de l'arrivée, Mavi Garcia attaque. Elle est accompagnée de Fisher-Black puis Pauliena Rooijakkers. Elles sont reprises après la descente. Evita Muzic place une accélération avec Sabrina Stultiens. Elles comptent une faible avance durant plusieurs kilomètres. À dix kilomètres de l'arrivée, l'attaque d'Erica Magnaldi provoque un regroupement. Tayler Wiles et Karol-Ann Canuel partent ensuite, mais la Canyon-SRAM les reprend. Dans la descente, la leader Elise Chabbey tente sa chance avec Canuel tentant de la suivre. Elles sont reprises au pied de la côte finale. La victoire se joue entre Fisher-Black, Niewiadoma et Uttrup Ludwig. Cette dernière s'impose. Fisher-Black prend la tête du classement général. Les écarts y sont cependant encore très faibles.
| \| Classement de l'étape \| Classement de l'étape \| Classement de l'étape \| Classement de l'étape \| Classement de l'étape \| \| Coureuse \| Coureuse \| Pays \| Équipe \| Temps \| \| --------------------- \| --------------------- \| --------------------- \| ---------------------------------- \| --------------------- \| \| 1re \| Cecilie Uttrup Ludwig \| Danemark \| FDJ-Nouvelle Aquitaine-Futuroscope \| 3 h 00 min 28 s \| \| 2e \| Katarzyna Niewiadoma \| Pologne \| Canyon-SRAM Racing \| + 0 s \| \| 3e \| Anna van der Breggen \| Pays-Bas \| SD Worx \| + 0 s \| \| 4e \| Elisa Longo Borghini \| Italie \| Trek-Segafredo \| + 0 s \| \| 5e \| Niamh Fisher-Black \| Nouvelle-Zélande \| SD Worx \| + 3 s \| \| 6e \| Mavi García \| Espagne \| Alé BTC Ljubljana \| + 3 s \| \| 7e \| Demi Vollering \| Pays-Bas \| SD Worx \| + 3 s \| \| 8e \| Annemiek van Vleuten \| Pays-Bas \| Movistar Team \| + 3 s \| \| 9e \| Ashleigh Moolman \| Afrique du Sud \| SD Worx \| + 3 s \| \| 10e \| Soraya Paladin \| Italie \| Liv Racing \| + 3 s \| |                       |                  |                                    |                 |
| |                       |                  |                                    |                 |
| Source : ProCyclingStats |                       |                  |                                    |                 |
| Classement de l'étape |                       |                  |                                    |                 |
| Coureuse | Coureuse              | Pays             | Équipe                             | Temps           |
| 1re | Cecilie Uttrup Ludwig | Danemark         | FDJ-Nouvelle Aquitaine-Futuroscope | 3 h 00 min 28 s |
| 2e | Katarzyna Niewiadoma  | Pologne          | Canyon-SRAM Racing                 | + 0 s           |
| 3e | Anna van der Breggen  | Pays-Bas         | SD Worx                            | + 0 s           |
| 4e | Elisa Longo Borghini  | Italie           | Trek-Segafredo                     | + 0 s           |
| 5e | Niamh Fisher-Black    | Nouvelle-Zélande | SD Worx                            | + 3 s           |
| 6e | Mavi García           | Espagne          | Alé BTC Ljubljana                  | + 3 s           |
| 7e | Demi Vollering        | Pays-Bas         | SD Worx                            | + 3 s           |
| 8e | Annemiek van Vleuten  | Pays-Bas         | Movistar Team                      | + 3 s           |
| 9e | Ashleigh Moolman      | Afrique du Sud   | SD Worx                            | + 3 s           |
| 10e | Soraya Paladin        | Italie           | Liv Racing                         | + 3 s           |

| \| Classement général \| Classement général \| Classement général \| Classement général \| Classement général \| \| Coureuse \| Coureuse \| Pays \| Équipe \| Temps \| \| ------------------ \| --------------------- \| ------------------ \| ---------------------------------- \| ------------------ \| \| 1re \| Niamh Fisher-Black \| Nouvelle-Zélande \| SD Worx \| 7 h 59 min 38 s \| \| 2e \| Grace Brown \| Australie \| Team BikeExchange \| + 0 s \| \| 3e \| Katarzyna Niewiadoma \| Pologne \| Canyon-SRAM Racing \| + 2 s \| \| 4e \| Elisa Longo Borghini \| Italie \| Trek-Segafredo \| + 2 s \| \| 5e \| Cecilie Uttrup Ludwig \| Danemark \| FDJ-Nouvelle Aquitaine-Futuroscope \| + 2 s \| \| 6e \| Anna van der Breggen \| Pays-Bas \| SD Worx \| + 2 s \| \| 7e \| Demi Vollering \| Pays-Bas \| SD Worx \| + 5 s \| \| 8e \| Ashleigh Moolman \| Afrique du Sud \| SD Worx \| + 5 s \| \| 9e \| Soraya Paladin \| Italie \| Liv Racing \| + 5 s \| \| 10e \| Ane Santesteban \| Espagne \| Team BikeExchange \| + 5 s \| |                       |                  |                                    |                 |
| |                       |                  |                                    |                 |
| Source : ProCyclingStats |                       |                  |                                    |                 |
| Classement général |                       |                  |                                    |                 |
| Coureuse | Coureuse              | Pays             | Équipe                             | Temps           |
| 1re | Niamh Fisher-Black    | Nouvelle-Zélande | SD Worx                            | 7 h 59 min 38 s |
| 2e | Grace Brown           | Australie        | Team BikeExchange                  | + 0 s           |
| 3e | Katarzyna Niewiadoma  | Pologne          | Canyon-SRAM Racing                 | + 2 s           |
| 4e | Elisa Longo Borghini  | Italie           | Trek-Segafredo                     | + 2 s           |
| 5e | Cecilie Uttrup Ludwig | Danemark         | FDJ-Nouvelle Aquitaine-Futuroscope | + 2 s           |
| 6e | Anna van der Breggen  | Pays-Bas         | SD Worx                            | + 2 s           |
| 7e | Demi Vollering        | Pays-Bas         | SD Worx                            | + 5 s           |
| 8e | Ashleigh Moolman      | Afrique du Sud   | SD Worx                            | + 5 s           |
| 9e | Soraya Paladin        | Italie           | Liv Racing                         | + 5 s           |
| 10e | Ane Santesteban       | Espagne          | Team BikeExchange                  | + 5 s           |

### 4eétape
À cinquante kilomètres de l'arrivée, un groupe de trente coureuses sort. Leur avantage atteint une minute quarante. L'écart se réduit dans la première difficulté de la journée située à seulement vingt-trois kilomètres de la ligne. L'ascension finale disloque le groupe de tête. Rapidement, il ne reste que : Amanda Spratt, Katrine Aalerud, Anna Shackley et Clara Koppenburg. Leur avantage est toujours de une minute trente à cinq kilomètres de la fin. Amanda Spratt et Katrine Aalerud attaquent par deux fois mais les autres reviennent. Derrière, Demi Vollering prend en charge la poursuite. Au deux kilomètres, l'avance n'est plus que de vingt-sept secondes. Le groupe de poursuite est alors composé de : Anna van der Breggen, Cecilie Uttrup Ludwig, Ashleigh Moolman-Pasio, Annemiek van Vleuten, Pauliena Rooijakkers et Niamh Fisher-Black. Dans le dernier kilomètre, van der Breggen et Annemiek van Vleuten reviennent sur la tête et distancent les autres. Annemiek van Vleuten tente de surprendre van der Breggen, mais cette dernière s'impose. Elle remporte par la même occasion le classement général.
| \| Classement de l'étape \| Classement de l'étape \| Classement de l'étape \| Classement de l'étape \| Classement de l'étape \| \| Coureuse \| Coureuse \| Pays \| Équipe \| Temps \| \| --------------------- \| --------------------- \| --------------------- \| ---------------------------------- \| --------------------- \| \| 1re \| Anna van der Breggen \| Pays-Bas \| SD Worx \| 3 h 24 min 15 s \| \| 2e \| Annemiek van Vleuten \| Pays-Bas \| Movistar Team \| + 0 s \| \| 3e \| Demi Vollering \| Pays-Bas \| SD Worx \| + 20 s \| \| 4e \| Pauliena Rooijakkers \| Pays-Bas \| Liv Racing \| + 35 s \| \| 5e \| Clara Koppenburg \| Allemagne \| Rally Cycling \| + 37 s \| \| 6e \| Katrine Aalerud \| Norvège \| Movistar Team \| + 51 s \| \| 7e \| Cecilie Uttrup Ludwig \| Danemark \| FDJ-Nouvelle Aquitaine-Futuroscope \| + 1 min 04 s \| \| 8e \| Ashleigh Moolman \| Afrique du Sud \| SD Worx \| + 1 min 06 s \| \| 9e \| Grace Brown \| Australie \| Team BikeExchange \| + 1 min 09 s \| \| 10e \| Amanda Spratt \| Australie \| Team BikeExchange \| + 1 min 17 s \| |                       |                |                                    |                 |
| |                       |                |                                    |                 |
| Source : ProCyclingStats |                       |                |                                    |                 |
| Classement de l'étape |                       |                |                                    |                 |
| Coureuse | Coureuse              | Pays           | Équipe                             | Temps           |
| 1re | Anna van der Breggen  | Pays-Bas       | SD Worx                            | 3 h 24 min 15 s |
| 2e | Annemiek van Vleuten  | Pays-Bas       | Movistar Team                      | + 0 s           |
| 3e | Demi Vollering        | Pays-Bas       | SD Worx                            | + 20 s          |
| 4e | Pauliena Rooijakkers  | Pays-Bas       | Liv Racing                         | + 35 s          |
| 5e | Clara Koppenburg      | Allemagne      | Rally Cycling                      | + 37 s          |
| 6e | Katrine Aalerud       | Norvège        | Movistar Team                      | + 51 s          |
| 7e | Cecilie Uttrup Ludwig | Danemark       | FDJ-Nouvelle Aquitaine-Futuroscope | + 1 min 04 s    |
| 8e | Ashleigh Moolman      | Afrique du Sud | SD Worx                            | + 1 min 06 s    |
| 9e | Grace Brown           | Australie      | Team BikeExchange                  | + 1 min 09 s    |
| 10e | Amanda Spratt         | Australie      | Team BikeExchange                  | + 1 min 17 s    |

## Classements finals

### Classement général final
| \| Classement général \| Classement général \| Classement général \| Classement général \| Classement général \| \| Coureuse \| Coureuse \| Pays \| Équipe \| Temps \| \| ------------------ \| --------------------- \| ------------------ \| ---------------------------------- \| ------------------ \| \| 1re \| Anna van der Breggen \| Pays-Bas \| SD Worx \| 11 h 23 min 55 s \| \| 2e \| Annemiek van Vleuten \| Pays-Bas \| Movistar Team \| + 3 s \| \| 3e \| Demi Vollering \| Pays-Bas \| SD Worx \| + 23 s \| \| 4e \| Clara Koppenburg \| Allemagne \| Rally Cycling \| + 59 s \| \| 5e \| Katrine Aalerud \| Norvège \| Movistar Team \| + 1 min 02 s \| \| 6e \| Cecilie Uttrup Ludwig \| Danemark \| FDJ-Nouvelle Aquitaine-Futuroscope \| + 1 min 04 s \| \| 7e \| Grace Brown \| Australie \| Team BikeExchange \| + 1 min 07 s \| \| 8e \| Ashleigh Moolman \| Afrique du Sud \| SD Worx \| + 1 min 09 s \| \| 9e \| Pauliena Rooijakkers \| Pays-Bas \| Liv Racing \| + 1 min 09 s \| \| 10e \| Katarzyna Niewiadoma \| Pologne \| Canyon-SRAM Racing \| + 1 min 25 s \| |                       |                |                                    |                  |
| |                       |                |                                    |                  |
| Source : ProCyclingStats |                       |                |                                    |                  |
| Classement général |                       |                |                                    |                  |
| Coureuse | Coureuse              | Pays           | Équipe                             | Temps            |
| 1re | Anna van der Breggen  | Pays-Bas       | SD Worx                            | 11 h 23 min 55 s |
| 2e | Annemiek van Vleuten  | Pays-Bas       | Movistar Team                      | + 3 s            |
| 3e | Demi Vollering        | Pays-Bas       | SD Worx                            | + 23 s           |
| 4e | Clara Koppenburg      | Allemagne      | Rally Cycling                      | + 59 s           |
| 5e | Katrine Aalerud       | Norvège        | Movistar Team                      | + 1 min 02 s     |
| 6e | Cecilie Uttrup Ludwig | Danemark       | FDJ-Nouvelle Aquitaine-Futuroscope | + 1 min 04 s     |
| 7e | Grace Brown           | Australie      | Team BikeExchange                  | + 1 min 07 s     |
| 8e | Ashleigh Moolman      | Afrique du Sud | SD Worx                            | + 1 min 09 s     |
| 9e | Pauliena Rooijakkers  | Pays-Bas       | Liv Racing                         | + 1 min 09 s     |
| 10e | Katarzyna Niewiadoma  | Pologne        | Canyon-SRAM Racing                 | + 1 min 25 s     |

### Points UCI
| Position                  | 1er | 2e  | 3e  | 4e  | 5e  | 6e  | 7e  | 8e  | 9e | 10e | 11e | 12e | 13e | 14e | 15e | 16e à 20e | 21e à 30e | 31e à 40e |  |  |
| Classement général        | 400 | 320 | 260 | 220 | 180 | 140 | 120 | 100 | 80 | 68  | 56  | 48  | 40  | 32  | 28  | 24        | 16        | 8         |  |  |
| Étapes et demi-étapes     | 50  | 40  | 30  | 25  | 20  | 18  | 15  | 10  | 8  | 6   |     |     |     |     |     |           |           |           |  |  |
| Port du maillot de leader | 8   |     |     |     |     |     |     |     |    |     |     |     |     |     |     |           |           |           |  |  |

### Classements annexes
| Classement par points | Classement par points | Classement par points | Classement par points              | Classement par points |
| Coureuse              | Coureuse              | Pays                  | Équipe                             | Points                |
| --------------------- | --------------------- | --------------------- | ---------------------------------- | --------------------- |
| 1re                   | Anna van der Breggen  | Pays-Bas              | SD Worx                            | 41 pts                |
| 2e                    | Demi Vollering        | Pays-Bas              | SD Worx                            | 40 pts                |
| 3e                    | Grace Brown           | Australie             | Team BikeExchange                  | 37 pts                |
| 4e                    | Cecilie Uttrup Ludwig | Danemark              | FDJ-Nouvelle Aquitaine-Futuroscope | 34 pts                |
| 5e                    | Annemiek van Vleuten  | Pays-Bas              | Movistar Team                      | 34 pts                |
| 6e                    | Katarzyna Niewiadoma  | Pologne               | Canyon-SRAM Racing                 | 30 pts                |
| 7e                    | Arlenis Sierra        | Cuba                  | A.R. Monex Women's                 | 30 pts                |
| 8e                    | Niamh Fisher-Black    | Nouvelle-Zélande      | SD Worx                            | 29 pts                |
| 9e                    | Elisa Longo Borghini  | Italie                | Trek-Segafredo                     | 27 pts                |
| 10e                   | Anastasia Chursina    | Russie                | Alé BTC Ljubljana                  | 25 pts                |

| Classement par points | Classement par points | Classement par points | Classement par points              | Classement par points |
| Coureuse              | Coureuse              | Pays                  | Équipe                             | Points                |
| --------------------- | --------------------- | --------------------- | ---------------------------------- | --------------------- |
| 1re                   | Anna van der Breggen  | Pays-Bas              | SD Worx                            | 41 pts                |
| 2e                    | Demi Vollering        | Pays-Bas              | SD Worx                            | 40 pts                |
| 3e                    | Grace Brown           | Australie             | Team BikeExchange                  | 37 pts                |
| 4e                    | Cecilie Uttrup Ludwig | Danemark              | FDJ-Nouvelle Aquitaine-Futuroscope | 34 pts                |
| 5e                    | Annemiek van Vleuten  | Pays-Bas              | Movistar Team                      | 34 pts                |
| 6e                    | Katarzyna Niewiadoma  | Pologne               | Canyon-SRAM Racing                 | 30 pts                |
| 7e                    | Arlenis Sierra        | Cuba                  | A.R. Monex Women's                 | 30 pts                |
| 8e                    | Niamh Fisher-Black    | Nouvelle-Zélande      | SD Worx                            | 29 pts                |
| 9e                    | Elisa Longo Borghini  | Italie                | Trek-Segafredo                     | 27 pts                |
| 10e                   | Anastasia Chursina    | Russie                | Alé BTC Ljubljana                  | 25 pts                |

| Classement de la montagne | Classement de la montagne | Classement de la montagne | Classement de la montagne          | Classement de la montagne |
| Coureuse                  | Coureuse                  | Pays                      | Équipe                             | Points                    |
| ------------------------- | ------------------------- | ------------------------- | ---------------------------------- | ------------------------- |
| 1re                       | Anna van der Breggen      | Pays-Bas                  | SD Worx                            | 32 pts                    |
| 2e                        | Annemiek van Vleuten      | Pays-Bas                  | Movistar Team                      | 25 pts                    |
| 3e                        | Demi Vollering            | Pays-Bas                  | SD Worx                            | 20 pts                    |
| 4e                        | Cecilie Uttrup Ludwig     | Danemark                  | FDJ-Nouvelle Aquitaine-Futuroscope | 18 pts                    |
| 5e                        | Pauliena Rooijakkers      | Pays-Bas                  | Liv Racing                         | 18 pts                    |
| 6e                        | Niamh Fisher-Black        | Nouvelle-Zélande          | SD Worx                            | 15 pts                    |
| 7e                        | Clara Koppenburg          | Allemagne                 | Rally Cycling                      | 12 pts                    |
| 8e                        | Katrine Aalerud           | Norvège                   | Movistar Team                      | 11 pts                    |
| 9e                        | Elise Chabbey             | Suisse                    | Canyon-SRAM Racing                 | 11 pts                    |
| 10e                       | Grace Brown               | Australie                 | Team BikeExchange                  | 10 pts                    |

| Classement de la montagne | Classement de la montagne | Classement de la montagne | Classement de la montagne          | Classement de la montagne |
| Coureuse                  | Coureuse                  | Pays                      | Équipe                             | Points                    |
| ------------------------- | ------------------------- | ------------------------- | ---------------------------------- | ------------------------- |
| 1re                       | Anna van der Breggen      | Pays-Bas                  | SD Worx                            | 32 pts                    |
| 2e                        | Annemiek van Vleuten      | Pays-Bas                  | Movistar Team                      | 25 pts                    |
| 3e                        | Demi Vollering            | Pays-Bas                  | SD Worx                            | 20 pts                    |
| 4e                        | Cecilie Uttrup Ludwig     | Danemark                  | FDJ-Nouvelle Aquitaine-Futuroscope | 18 pts                    |
| 5e                        | Pauliena Rooijakkers      | Pays-Bas                  | Liv Racing                         | 18 pts                    |
| 6e                        | Niamh Fisher-Black        | Nouvelle-Zélande          | SD Worx                            | 15 pts                    |
| 7e                        | Clara Koppenburg          | Allemagne                 | Rally Cycling                      | 12 pts                    |
| 8e                        | Katrine Aalerud           | Norvège                   | Movistar Team                      | 11 pts                    |
| 9e                        | Elise Chabbey             | Suisse                    | Canyon-SRAM Racing                 | 11 pts                    |
| 10e                       | Grace Brown               | Australie                 | Team BikeExchange                  | 10 pts                    |

| Classement du meilleur jeune | Classement du meilleur jeune | Classement du meilleur jeune | Classement du meilleur jeune       | Classement du meilleur jeune |
| Coureuse                     | Coureuse                     | Pays                         | Équipe                             | Temps                        |
| ---------------------------- | ---------------------------- | ---------------------------- | ---------------------------------- | ---------------------------- |
| 1re                          | Niamh Fisher-Black           | Nouvelle-Zélande             | SD Worx                            | 11 h 25 min 36 s             |
| 2e                           | Évita Muzic                  | France                       | FDJ-Nouvelle Aquitaine-Futuroscope | + 4 s                        |
| 3e                           | Mikayla Harvey               | Nouvelle-Zélande             | Canyon-SRAM Racing                 | + 27 s                       |
| 4e                           | Anna Shackley                | Royaume-Uni                  | SD Worx                            | + 59 s                       |
| 5e                           | Andrea Ramírez               | Mexique                      | A.R. Monex Women's                 | + 2 min 16 s                 |
| 6e                           | Barbara Malcotti             | Italie                       | Valcar-Travel & Service            | + 2 min 21 s                 |
| 7e                           | Tereza Neumanová             | Tchéquie                     | Centre mondial du cyclisme         | + 2 min 24 s                 |
| 8e                           | Anna Baidak                  | Russie                       | Eneicat-RBH                        | + 4 min 51 s                 |
| 9e                           | Federica Piergiovanni        | Italie                       | Valcar-Travel & Service            | + 6 min 24 s                 |
| 10e                          | Julia Biryukova              | Ukraine                      | Eneicat-RBH                        | + 6 min 53 s                 |

| Classement du meilleur jeune | Classement du meilleur jeune | Classement du meilleur jeune | Classement du meilleur jeune       | Classement du meilleur jeune |
| Coureuse                     | Coureuse                     | Pays                         | Équipe                             | Temps                        |
| ---------------------------- | ---------------------------- | ---------------------------- | ---------------------------------- | ---------------------------- |
| 1re                          | Niamh Fisher-Black           | Nouvelle-Zélande             | SD Worx                            | 11 h 25 min 36 s             |
| 2e                           | Évita Muzic                  | France                       | FDJ-Nouvelle Aquitaine-Futuroscope | + 4 s                        |
| 3e                           | Mikayla Harvey               | Nouvelle-Zélande             | Canyon-SRAM Racing                 | + 27 s                       |
| 4e                           | Anna Shackley                | Royaume-Uni                  | SD Worx                            | + 59 s                       |
| 5e                           | Andrea Ramírez               | Mexique                      | A.R. Monex Women's                 | + 2 min 16 s                 |
| 6e                           | Barbara Malcotti             | Italie                       | Valcar-Travel & Service            | + 2 min 21 s                 |
| 7e                           | Tereza Neumanová             | Tchéquie                     | Centre mondial du cyclisme         | + 2 min 24 s                 |
| 8e                           | Anna Baidak                  | Russie                       | Eneicat-RBH                        | + 4 min 51 s                 |
| 9e                           | Federica Piergiovanni        | Italie                       | Valcar-Travel & Service            | + 6 min 24 s                 |
| 10e                          | Julia Biryukova              | Ukraine                      | Eneicat-RBH                        | + 6 min 53 s                 |

| Classement par équipes | Classement par équipes             | Classement par équipes | Classement par équipes |
| Équipe                 | Équipe                             | Pays                   | Temps                  |
| ---------------------- | ---------------------------------- | ---------------------- | ---------------------- |
| 1re                    | SD Worx                            | Pays-Bas               | 34 h 13 min 12 s       |
| 2e                     | Team BikeExchange                  | Australie              | + 3 min 21 s           |
| 3e                     | Liv Racing                         | Pays-Bas               | + 3 min 35 s           |
| 4e                     | Canyon-SRAM Racing                 | Allemagne              | + 4 min 19 s           |
| 5e                     | Movistar Team                      | Espagne                | + 5 min 51 s           |
| 6e                     | Alé BTC Ljubljana                  | Italie                 | + 5 min 52 s           |
| 7e                     | A.R. Monex                         | Italie                 | + 7 min 12 s           |
| 8e                     | FDJ-Nouvelle Aquitaine-Futuroscope | France                 | + 11 min 01 s          |
| 9e                     | Rally                              | États-Unis             | + 15 min 55 s          |
| 10e                    | Ceratizit-WNT Pro Cycling          | Allemagne              | + 15 min 58 s          |

| Classement par équipes | Classement par équipes             | Classement par équipes | Classement par équipes |
| Équipe                 | Équipe                             | Pays                   | Temps                  |
| ---------------------- | ---------------------------------- | ---------------------- | ---------------------- |
| 1re                    | SD Worx                            | Pays-Bas               | 34 h 13 min 12 s       |
| 2e                     | Team BikeExchange                  | Australie              | + 3 min 21 s           |
| 3e                     | Liv Racing                         | Pays-Bas               | + 3 min 35 s           |
| 4e                     | Canyon-SRAM Racing                 | Allemagne              | + 4 min 19 s           |
| 5e                     | Movistar Team                      | Espagne                | + 5 min 51 s           |
| 6e                     | Alé BTC Ljubljana                  | Italie                 | + 5 min 52 s           |
| 7e                     | A.R. Monex                         | Italie                 | + 7 min 12 s           |
| 8e                     | FDJ-Nouvelle Aquitaine-Futuroscope | France                 | + 11 min 01 s          |
| 9e                     | Rally                              | États-Unis             | + 15 min 55 s          |
| 10e                    | Ceratizit-WNT Pro Cycling          | Allemagne              | + 15 min 58 s          |

## Évolution des classements
| Étape              |                    | Vainqueur _           | Classement général   | Classement par points | Meilleure grimpeuse  | Meilleure jeune    | Meilleure équipe _ |
| ------------------ | ------------------ | --------------------- | -------------------- | --------------------- | -------------------- | ------------------ | ------------------ |
| 1re étape          | étape vallonnée    | Grace Brown           | Grace Brown          | Grace Brown           | Grace Brown          | Niamh Fisher-Black | SD Worx            |
| 2e étape           | étape vallonnée    | Anastasia Chursina    | Elise Chabbey        | Arlenis Sierra        | Heidi Franz          | Niamh Fisher-Black | Alé BTC Ljubljana  |
| 3e étape           | étape vallonnée    | Cecilie Uttrup Ludwig | Niamh Fisher-Black   | Grace Brown           | Niamh Fisher-Black   | Niamh Fisher-Black | Alé BTC Ljubljana  |
| 4e étape           | étape de montagne  | Anna van der Breggen  | Anna van der Breggen | Anna van der Breggen  | Anna van der Breggen | Niamh Fisher-Black | SD Worx            |
| Classements finals | Classements finals |                       | Anna van der Breggen | Anna van der Breggen  | Anna van der Breggen | Niamh Fisher-Black | SD Worx            |

## Liste des participantes
| Légende                             | Légende | Légende                                | Légende                                                                                              |
| ----------------------------------- | --- | -------------------------------------- | --- |
| Num                                 | Dossard de départ porté par la coureuse sur ce Tour de Burgos féminin                                           | Pos                                    | Position finale au classement général                                                                |
| Leader du classement général        | Indique la vainqueur du classement général                                                                      | Leader du classement par points        | Indique la vainqueur du classement par points                                                        |
| Leader du classement de la montagne | Indique la vainqueur du classement de la montagne                                                               | Leader du classement du meilleur jeune | Indique la vainqueur du classement de la meilleure jeune                                             |
|                                     | Indique un maillot de champion national ou mondial, suivi de sa spécialité                                      | #                                      | Indique la meilleure équipe                                                                          |
| NP                                  | Indique une coureuse qui n'a pas pris le départ d'une étape, suivi du numéro de l'étape où elle s'est retirée   | AB                                     | Indique une coureuse qui n'a pas terminé une étape, suivi du numéro de l'étape où elle s'est retirée |
| HD                                  | Indique un coureuse qui a terminé une étape hors des délais, suivi du numéro de l'étape                         | DSQ                                    | Indique un coureur qui a été disqualifié de la course, suivi du numéro de l'étape                    |
| *                                   | Indique un coureuse en lice pour le classement de la meilleure jeune (coureuses nées après le 1er janvier 1997) |                                        | |

| SD Worx SDW | SD Worx SDW                        | SD Worx SDW |
| ----------- | ---------------------------------- | ----------- |
| Num         | Coureuse                           | Pos         |
| 1           | Anna van der Breggen (NED) (route) | 1re         |
| 2           | Anna Shackley (GBR)                | 25e         |
| 3           | Demi Vollering (NED)               | 3e          |
| 4           | Niamh Fisher-Black (NZL)           | 12e         |
| 5           | Ashleigh Moolman (RSA)             | 8e          |
| 6           | Karol-Ann Canuel (CAN)             | 46e         |

| Movistar Team MOV | Movistar Team MOV                  | Movistar Team MOV |
| ----------------- | ---------------------------------- | ----------------- |
| Num               | Coureuse                           | Pos               |
| 11                | Annemiek van Vleuten (NED) (route) | 2e                |
| 12                | Alicia González (ESP)              | 78e               |
| 13                | Sara Martín (ESP)                  | AB-1              |
| 14                | Jelena Erić (SRB)                  | 82e               |
| 15                | Paula Patiño (COL)                 | 37e               |
| 16                | Katrine Aalerud (NOR)              | 5e                |

| Trek-Segafredo TFS | Trek-Segafredo TFS                 | Trek-Segafredo TFS |
| ------------------ | ---------------------------------- | ------------------ |
| Num                | Coureuse                           | Pos                |
| 21                 | Elynor Bäckstedt (GBR)             | AB-4               |
| 22                 | Lauretta Hanson (AUS)              | AB-4               |
| 23                 | Amalie Dideriksen (DEN)            | 84e                |
| 24                 | Elisa Longo Borghini (ITA) (route) | 11e                |
| 25                 | Shirin van Anrooij (NED)           | 55e                |
| 26                 | Tayler Wiles (USA)                 | 47e                |

| Team BikeExchange BEX | Team BikeExchange BEX          | Team BikeExchange BEX |
| --------------------- | ------------------------------ | --------------------- |
| Num                   | Coureuse                       | Pos                   |
| 31                    | Amanda Spratt (AUS)            | 14e                   |
| 32                    | Arianna Fidanza (ITA)          | 72e                   |
| 33                    | Ane Santesteban (ESP)          | 18e                   |
| 34                    | Sarah Roy (AUS) (route)        | 81e                   |
| 35                    | Grace Brown (AUS)              | 7e                    |
| 36                    | Georgia Williams (NZL) (route) | 73e                   |

| Alé BTC Ljubljana ALE | Alé BTC Ljubljana ALE     | Alé BTC Ljubljana ALE |
| --------------------- | ------------------------- | --------------------- |
| Num                   | Coureuse                  | Pos                   |
| 41                    | Mavi García (ESP) (route) | 28e                   |
| 42                    | Tatiana Guderzo (ITA)     | 26e                   |
| 43                    | Anastasia Chursina (RUS)  | 40e                   |
| 44                    | Laura Tomasi (ITA)        | AB-4                  |
| 45                    | Sophie Wright (GBR)       | 51e                   |
| 46                    | Marlen Reusser (SUI)      | 23e                   |

| Liv Racing LIV | Liv Racing LIV             | Liv Racing LIV |
| -------------- | -------------------------- | -------------- |
| Num            | Coureuse                   | Pos            |
| 51             | Sofia Bertizzolo (ITA)     | 34e            |
| 53             | Marta Jaskulska (POL)      | 68e            |
| 54             | Soraya Paladin (ITA)       | 20e            |
| 55             | Pauliena Rooijakkers (NED) | 9e             |
| 56             | Sabrina Stultiens (NED)    | 15e            |

| Canyon-SRAM Racing CSR | Canyon-SRAM Racing CSR      | Canyon-SRAM Racing CSR |
| ---------------------- | --------------------------- | ---------------------- |
| Num                    | Coureuse                    | Pos                    |
| 61                     | Hannah Barnes (GBR)         | 77e                    |
| 62                     | Alice Barnes (GBR)          | AB-4                   |
| 63                     | Elise Chabbey (SUI) (route) | 21e                    |
| 64                     | Katarzyna Niewiadoma (POL)  | 10e                    |
| 65                     | Mikayla Harvey (NZL)        | 19e                    |
| 66                     | Omer Shapira (ISR) (route)  | 29e                    |

| FDJ-Nouvelle Aquitaine-Futuroscope FDJ | FDJ-Nouvelle Aquitaine-Futuroscope FDJ | FDJ-Nouvelle Aquitaine-Futuroscope FDJ |
| -------------------------------------- | -------------------------------------- | -------------------------------------- |
| Num                                    | Coureuse                               | Pos                                    |
| 71                                     | Eugénie Duval (FRA)                    | 53e                                    |
| 72                                     | Brodie Chapman (AUS)                   | NP-3                                   |
| 73                                     | Victorie Guilman (FRA)                 | 56e                                    |
| 74                                     | Marie Le Net (FRA)                     | 49e                                    |
| 75                                     | Cecilie Uttrup Ludwig (DEN)            | 6e                                     |
| 76                                     | Évita Muzic (FRA)                      | 13e                                    |

| Ceratizit-WNT Pro Cycling WNT | Ceratizit-WNT Pro Cycling WNT | Ceratizit-WNT Pro Cycling WNT |
| ----------------------------- | ----------------------------- | ----------------------------- |
| Num                           | Coureuse                      | Pos                           |
| 81                            | Erica Magnaldi (ITA)          | 27e                           |
| 82                            | Laura Asencio (FRA)           | 70e                           |
| 83                            | Kathrin Hammes (GER)          | 30e                           |
| 84                            | Marta Lach (POL) (route)      | 45e                           |
| 85                            | Lotta Henttala (FIN)          | AB-4                          |
| 86                            | Lara Vieceli (ITA)            | 75e                           |

| Valcar-Travel & Service VAL | Valcar-Travel & Service VAL | Valcar-Travel & Service VAL |
| --------------------------- | --------------------------- | --------------------------- |
| Num                         | Coureuse                    | Pos                         |
| 91                          | Alice Maria Arzuffi (ITA)   | 58e                         |
| 92                          | Elena Pirrone (ITA)         | 88e                         |
| 93                          | Barbara Malcotti (ITA)      | 32e                         |
| 94                          | Federica Piergiovanni (ITA) | 41e                         |
| 95                          | Silvia Persico (ITA)        | 36e                         |
| 96                          | Ilaria Sanguineti (ITA)     | 80e                         |

| A.R. Monex Women's ASA | A.R. Monex Women's ASA  | A.R. Monex Women's ASA |
| ---------------------- | ----------------------- | ---------------------- |
| Num                    | Coureuse                | Pos                    |
| 101                    | Eider Merino (ESP)      | 24e                    |
| 102                    | Mariia Miliaeva (RUS)   | AB-2                   |
| 103                    | Arlenis Sierra (CUB)    | 22e                    |
| 104                    | Katia Ragusa (ITA)      | 60e                    |
| 105                    | Ariadna Gutiérrez (MEX) | 43e                    |
| 106                    | Andrea Ramírez (MEX)    | 31e                    |

| Instafund Racing ILP | Instafund Racing ILP      | Instafund Racing ILP |
| -------------------- | ------------------------- | -------------------- |
| Num                  | Coureuse                  | Pos                  |
| 111                  | Rotem Gafinovitz (ISR)    | 52e                  |
| 112                  | Vera Looser (NAM) (route) | 79e                  |
| 113                  | Caroline Baur (SUI)       | AB-3                 |
| 114                  | Rachel Langdon (GBR)      | 76e                  |
| 115                  | Isabella Bertold (CAN)    | 59e                  |

| Rally Cycling RLW | Rally Cycling RLW             | Rally Cycling RLW |
| ----------------- | ----------------------------- | ----------------- |
| Num               | Coureuse                      | Pos               |
| 121               | Clara Koppenburg (GER)        | 4e                |
| 122               | Kristabel Doebel-Hickok (USA) | 16e               |
| 123               | Sara Poidevin (CAN)           | 54e               |
| 125               | Heidi Franz (USA)             | 87e               |
| 126               | Holly Breck (USA)             | AB-1              |

| Centre mondial du cyclisme WCC | Centre mondial du cyclisme WCC | Centre mondial du cyclisme WCC |
| ------------------------------ | ------------------------------ | ------------------------------ |
| Num                            | Coureuse                       | Pos                            |
| 131                            | Luciana Roland (ARG)           | 91e                            |
| 132                            | Alessia Vigilia (ITA)          | 85e                            |
| 133                            | Ántri Christofórou (CYP)       | 61e                            |
| 134                            | Nicole Hanselmann (SUI)        | 89e                            |
| 135                            | Tereza Neumanová (CZE)         | 33e                            |
| 136                            | Nofar Maoz (ISR)               | AB-2                           |

| Bizkaia-Durango BDP | Bizkaia-Durango BDP    | Bizkaia-Durango BDP |
| ------------------- | ---------------------- | ------------------- |
| Num                 | Coureuse               | Pos                 |
| 141                 | Sandra Alonso (ESP)    | 71e                 |
| 142                 | Ariana Gilabert (ESP)  | 66e                 |
| 143                 | Lucía González (ESP)   | 62e                 |
| 144                 | Lydia Iglesias (ESP)   | 90e                 |
| 146                 | Elizabeth Holden (GBR) | 50e                 |

| Eneicat-RBH EIC | Eneicat-RBH EIC       | Eneicat-RBH EIC |
| --------------- | --------------------- | --------------- |
| Num             | Coureuse              | Pos             |
| 151             | Julia Biryukova (UKR) | 42e             |
| 152             | Lija Laizāne (LAT)    | 69e             |
| 153             | Ziortza Isasi (ESP)   | NP-2            |
| 155             | Anna Baidak (RUS)     | 38e             |
| 156             | Alessia Bulleri (ITA) | AB-1            |

| Massi Tactic MAT | Massi Tactic MAT             | Massi Tactic MAT |
| ---------------- | ---------------------------- | ---------------- |
| Num              | Coureuse                     | Pos              |
| 171              | Vita Heine (NOR)             | 44e              |
| 172              | Špela Kern (SLO)             | 35e              |
| 173              | Mireia Benito (ESP)          | NP-4             |
| 174              | Olivia Baril (CAN)           | 57e              |
| 175              | Maaike Coljé (NED)           | 48e              |
| 176              | Martina Moreno Monteys (ESP) | 63e              |

| Río Miera-Cantabria Deporte RMC | Río Miera-Cantabria Deporte RMC | Río Miera-Cantabria Deporte RMC |
| ------------------------------- | ------------------------------- | ------------------------------- |
| Num                             | Coureuse                        | Pos                             |
| 181                             | Elisabet Escursell Valero (ESP) | 92e                             |
| 182                             | Nerea Nuno Iglesias (ESP)       | 86e                             |
| 183                             | Fie Østerby                     | 74e                             |
| 184                             | Isabel Martin (ESP)             | 65e                             |
| 185                             | Susana Perez (ESP)              | 83e                             |
| 186                             | Alba Leonardo (ESP)             | AB-4                            |

| Cogeas-Mettler-Look Pro Cycling Team CGS | Cogeas-Mettler-Look Pro Cycling Team CGS | Cogeas-Mettler-Look Pro Cycling Team CGS |
| ---------------------------------------- | ---------------------------------------- | ---------------------------------------- |
| Num                                      | Coureuse                                 | Pos                                      |
| 191                                      | Aigul Gareeva (RUS)                      | 64e                                      |
| 192                                      | Tamara Dronova (RUS)                     | 39e                                      |
| 194                                      | Gulnaz Khatuntseva (RUS)                 | 67e                                      |
| 195                                      | Olga Zabelinskaïa (UZB)                  | 17e                                      |
| 196                                      | Petra Stiasny (SUI)                      | AB-3                                     |

| SD Worx SDW | SD Worx SDW                        | SD Worx SDW |
| ----------- | ---------------------------------- | ----------- |
| Num         | Coureuse                           | Pos         |
| 1           | Anna van der Breggen (NED) (route) | 1re         |
| 2           | Anna Shackley (GBR)                | 25e         |
| 3           | Demi Vollering (NED)               | 3e          |
| 4           | Niamh Fisher-Black (NZL)           | 12e         |
| 5           | Ashleigh Moolman (RSA)             | 8e          |
| 6           | Karol-Ann Canuel (CAN)             | 46e         |

| Movistar Team MOV | Movistar Team MOV                  | Movistar Team MOV |
| ----------------- | ---------------------------------- | ----------------- |
| Num               | Coureuse                           | Pos               |
| 11                | Annemiek van Vleuten (NED) (route) | 2e                |
| 12                | Alicia González (ESP)              | 78e               |
| 13                | Sara Martín (ESP)                  | AB-1              |
| 14                | Jelena Erić (SRB)                  | 82e               |
| 15                | Paula Patiño (COL)                 | 37e               |
| 16                | Katrine Aalerud (NOR)              | 5e                |

| Trek-Segafredo TFS | Trek-Segafredo TFS                 | Trek-Segafredo TFS |
| ------------------ | ---------------------------------- | ------------------ |
| Num                | Coureuse                           | Pos                |
| 21                 | Elynor Bäckstedt (GBR)             | AB-4               |
| 22                 | Lauretta Hanson (AUS)              | AB-4               |
| 23                 | Amalie Dideriksen (DEN)            | 84e                |
| 24                 | Elisa Longo Borghini (ITA) (route) | 11e                |
| 25                 | Shirin van Anrooij (NED)           | 55e                |
| 26                 | Tayler Wiles (USA)                 | 47e                |

| Team BikeExchange BEX | Team BikeExchange BEX          | Team BikeExchange BEX |
| --------------------- | ------------------------------ | --------------------- |
| Num                   | Coureuse                       | Pos                   |
| 31                    | Amanda Spratt (AUS)            | 14e                   |
| 32                    | Arianna Fidanza (ITA)          | 72e                   |
| 33                    | Ane Santesteban (ESP)          | 18e                   |
| 34                    | Sarah Roy (AUS) (route)        | 81e                   |
| 35                    | Grace Brown (AUS)              | 7e                    |
| 36                    | Georgia Williams (NZL) (route) | 73e                   |

| Alé BTC Ljubljana ALE | Alé BTC Ljubljana ALE     | Alé BTC Ljubljana ALE |
| --------------------- | ------------------------- | --------------------- |
| Num                   | Coureuse                  | Pos                   |
| 41                    | Mavi García (ESP) (route) | 28e                   |
| 42                    | Tatiana Guderzo (ITA)     | 26e                   |
| 43                    | Anastasia Chursina (RUS)  | 40e                   |
| 44                    | Laura Tomasi (ITA)        | AB-4                  |
| 45                    | Sophie Wright (GBR)       | 51e                   |
| 46                    | Marlen Reusser (SUI)      | 23e                   |

| Liv Racing LIV | Liv Racing LIV             | Liv Racing LIV |
| -------------- | -------------------------- | -------------- |
| Num            | Coureuse                   | Pos            |
| 51             | Sofia Bertizzolo (ITA)     | 34e            |
| 53             | Marta Jaskulska (POL)      | 68e            |
| 54             | Soraya Paladin (ITA)       | 20e            |
| 55             | Pauliena Rooijakkers (NED) | 9e             |
| 56             | Sabrina Stultiens (NED)    | 15e            |

| Canyon-SRAM Racing CSR | Canyon-SRAM Racing CSR      | Canyon-SRAM Racing CSR |
| ---------------------- | --------------------------- | ---------------------- |
| Num                    | Coureuse                    | Pos                    |
| 61                     | Hannah Barnes (GBR)         | 77e                    |
| 62                     | Alice Barnes (GBR)          | AB-4                   |
| 63                     | Elise Chabbey (SUI) (route) | 21e                    |
| 64                     | Katarzyna Niewiadoma (POL)  | 10e                    |
| 65                     | Mikayla Harvey (NZL)        | 19e                    |
| 66                     | Omer Shapira (ISR) (route)  | 29e                    |

| FDJ-Nouvelle Aquitaine-Futuroscope FDJ | FDJ-Nouvelle Aquitaine-Futuroscope FDJ | FDJ-Nouvelle Aquitaine-Futuroscope FDJ |
| -------------------------------------- | -------------------------------------- | -------------------------------------- |
| Num                                    | Coureuse                               | Pos                                    |
| 71                                     | Eugénie Duval (FRA)                    | 53e                                    |
| 72                                     | Brodie Chapman (AUS)                   | NP-3                                   |
| 73                                     | Victorie Guilman (FRA)                 | 56e                                    |
| 74                                     | Marie Le Net (FRA)                     | 49e                                    |
| 75                                     | Cecilie Uttrup Ludwig (DEN)            | 6e                                     |
| 76                                     | Évita Muzic (FRA)                      | 13e                                    |

| Ceratizit-WNT Pro Cycling WNT | Ceratizit-WNT Pro Cycling WNT | Ceratizit-WNT Pro Cycling WNT |
| ----------------------------- | ----------------------------- | ----------------------------- |
| Num                           | Coureuse                      | Pos                           |
| 81                            | Erica Magnaldi (ITA)          | 27e                           |
| 82                            | Laura Asencio (FRA)           | 70e                           |
| 83                            | Kathrin Hammes (GER)          | 30e                           |
| 84                            | Marta Lach (POL) (route)      | 45e                           |
| 85                            | Lotta Henttala (FIN)          | AB-4                          |
| 86                            | Lara Vieceli (ITA)            | 75e                           |

| Valcar-Travel & Service VAL | Valcar-Travel & Service VAL | Valcar-Travel & Service VAL |
| --------------------------- | --------------------------- | --------------------------- |
| Num                         | Coureuse                    | Pos                         |
| 91                          | Alice Maria Arzuffi (ITA)   | 58e                         |
| 92                          | Elena Pirrone (ITA)         | 88e                         |
| 93                          | Barbara Malcotti (ITA)      | 32e                         |
| 94                          | Federica Piergiovanni (ITA) | 41e                         |
| 95                          | Silvia Persico (ITA)        | 36e                         |
| 96                          | Ilaria Sanguineti (ITA)     | 80e                         |

| A.R. Monex Women's ASA | A.R. Monex Women's ASA  | A.R. Monex Women's ASA |
| ---------------------- | ----------------------- | ---------------------- |
| Num                    | Coureuse                | Pos                    |
| 101                    | Eider Merino (ESP)      | 24e                    |
| 102                    | Mariia Miliaeva (RUS)   | AB-2                   |
| 103                    | Arlenis Sierra (CUB)    | 22e                    |
| 104                    | Katia Ragusa (ITA)      | 60e                    |
| 105                    | Ariadna Gutiérrez (MEX) | 43e                    |
| 106                    | Andrea Ramírez (MEX)    | 31e                    |

| Instafund Racing ILP | Instafund Racing ILP      | Instafund Racing ILP |
| -------------------- | ------------------------- | -------------------- |
| Num                  | Coureuse                  | Pos                  |
| 111                  | Rotem Gafinovitz (ISR)    | 52e                  |
| 112                  | Vera Looser (NAM) (route) | 79e                  |
| 113                  | Caroline Baur (SUI)       | AB-3                 |
| 114                  | Rachel Langdon (GBR)      | 76e                  |
| 115                  | Isabella Bertold (CAN)    | 59e                  |

| Rally Cycling RLW | Rally Cycling RLW             | Rally Cycling RLW |
| ----------------- | ----------------------------- | ----------------- |
| Num               | Coureuse                      | Pos               |
| 121               | Clara Koppenburg (GER)        | 4e                |
| 122               | Kristabel Doebel-Hickok (USA) | 16e               |
| 123               | Sara Poidevin (CAN)           | 54e               |
| 125               | Heidi Franz (USA)             | 87e               |
| 126               | Holly Breck (USA)             | AB-1              |

| Centre mondial du cyclisme WCC | Centre mondial du cyclisme WCC | Centre mondial du cyclisme WCC |
| ------------------------------ | ------------------------------ | ------------------------------ |
| Num                            | Coureuse                       | Pos                            |
| 131                            | Luciana Roland (ARG)           | 91e                            |
| 132                            | Alessia Vigilia (ITA)          | 85e                            |
| 133                            | Ántri Christofórou (CYP)       | 61e                            |
| 134                            | Nicole Hanselmann (SUI)        | 89e                            |
| 135                            | Tereza Neumanová (CZE)         | 33e                            |
| 136                            | Nofar Maoz (ISR)               | AB-2                           |

| Bizkaia-Durango BDP | Bizkaia-Durango BDP    | Bizkaia-Durango BDP |
| ------------------- | ---------------------- | ------------------- |
| Num                 | Coureuse               | Pos                 |
| 141                 | Sandra Alonso (ESP)    | 71e                 |
| 142                 | Ariana Gilabert (ESP)  | 66e                 |
| 143                 | Lucía González (ESP)   | 62e                 |
| 144                 | Lydia Iglesias (ESP)   | 90e                 |
| 146                 | Elizabeth Holden (GBR) | 50e                 |

| Eneicat-RBH EIC | Eneicat-RBH EIC       | Eneicat-RBH EIC |
| --------------- | --------------------- | --------------- |
| Num             | Coureuse              | Pos             |
| 151             | Julia Biryukova (UKR) | 42e             |
| 152             | Lija Laizāne (LAT)    | 69e             |
| 153             | Ziortza Isasi (ESP)   | NP-2            |
| 155             | Anna Baidak (RUS)     | 38e             |
| 156             | Alessia Bulleri (ITA) | AB-1            |

| Massi Tactic MAT | Massi Tactic MAT             | Massi Tactic MAT |
| ---------------- | ---------------------------- | ---------------- |
| Num              | Coureuse                     | Pos              |
| 171              | Vita Heine (NOR)             | 44e              |
| 172              | Špela Kern (SLO)             | 35e              |
| 173              | Mireia Benito (ESP)          | NP-4             |
| 174              | Olivia Baril (CAN)           | 57e              |
| 175              | Maaike Coljé (NED)           | 48e              |
| 176              | Martina Moreno Monteys (ESP) | 63e              |

| Río Miera-Cantabria Deporte RMC | Río Miera-Cantabria Deporte RMC | Río Miera-Cantabria Deporte RMC |
| ------------------------------- | ------------------------------- | ------------------------------- |
| Num                             | Coureuse                        | Pos                             |
| 181                             | Elisabet Escursell Valero (ESP) | 92e                             |
| 182                             | Nerea Nuno Iglesias (ESP)       | 86e                             |
| 183                             | Fie Østerby                     | 74e                             |
| 184                             | Isabel Martin (ESP)             | 65e                             |
| 185                             | Susana Perez (ESP)              | 83e                             |
| 186                             | Alba Leonardo (ESP)             | AB-4                            |

| Cogeas-Mettler-Look Pro Cycling Team CGS | Cogeas-Mettler-Look Pro Cycling Team CGS | Cogeas-Mettler-Look Pro Cycling Team CGS |
| ---------------------------------------- | ---------------------------------------- | ---------------------------------------- |
| Num                                      | Coureuse                                 | Pos                                      |
| 191                                      | Aigul Gareeva (RUS)                      | 64e                                      |
| 192                                      | Tamara Dronova (RUS)                     | 39e                                      |
| 194                                      | Gulnaz Khatuntseva (RUS)                 | 67e                                      |
| 195                                      | Olga Zabelinskaïa (UZB)                  | 17e                                      |
| 196                                      | Petra Stiasny (SUI)                      | AB-3                                     |

## Organisation et règlement

### Organisation
La course est présidée par Ilmo. Sr. César Rico Ruiz, assisté de D. Ángel Carretón Castrillo et D. Víctor Eduardo Munguía García.

### Règlement de la course

#### Délais
Lors d'une course cycliste, les coureurs sont tenus d'arriver dans un laps de temps imparti à la suite du premier pour pouvoir être classés. Les délais prévus sont de 10 % pour les première, deuxième, 20 % pour la troisième et 30 % pour la quatrième.

#### Classements et bonifications
Le classement général individuel au temps est calculé par le cumul des temps enregistrés dans chacune des étapes parcourues. Il n'y a pas de bonifications. Le coureur qui est premier de ce classement est porteur du maillot violet.

#### Classement par points
Le maillot vert, récompense le classement par points. Celui-ci se calcule selon le classement lors des arrivées d'étape.
Les étapes en ligne et le prologue attribuent aux quinze premières des points selon le décompte suivant : 25, 20, 16, 14, 12, 11, 9, 8, 7, 6, 5, 4, 3, 2 et 1 points. En cas d'égalité, les coureurs sont prioritairement départagés par le nombre de victoires d'étapes. Si l'égalité persiste, la place obtenue au classement général entrent en compte. Pour être classé, un coureur doit avoir terminé la course dans les délais.

#### Classement par équipes
Les temps des trois premières de chaque équipe au classement général sont sommés. En cas d'égalité, le nombre de premières places au classement journalier est utilisé.

#### Classement de la montagne
Le maillot rouge, récompense le classement de la montagne. Les monts de catégorie spéciale attribuent 30, 25, 20, 16, 12, 10, 8, 6, 4, 3, 2 et 1 points. Ceux de première catégorie attribuent 16, 12, 10, 8, 6, 4, 3, 2 et 1 points. Ceux de deuxième catégorie attribuent 10, 7, 5, 3, 2 et 1 points enfin ceux de troisième catégorie 6, 4, 2 et 1 points aux trois premières. En cas d'égalité, le nombre de première places sur les grand prix des monts sont décomptés. Si l'égalité persiste, la place obtenue au classement général entrent en compte.

#### Classement de la meilleure jeune
Le classement de la meilleure jeune ne concerne qu'une certaine catégorie de coureuses, celles étant âgées de moins de 23 ans. Ce classement, basé sur le classement général, attribue au premier un maillot blanc.

#### Primes
Les étapes en ligne, permettent de remporter les primes suivantes:
| Position | 1er   | 2e    | 3e    | 4e    | 5e    | 6e    | 7e    | 8e    | 9e    | 10e   |
| Prix     | 735 € | 440 € | 310 € | 280 € | 265 € | 240 € | 200 € | 170 € | 170 € | 170 € |

En sus, les coureuses placées de la 11e à la 15e place gagnent 110 € et de la 16e à la 20e place 80 €.
Le classement général final attribue les sommes suivantes :
| Position | 1er     | 2e    | 3e    | 4e    | 5e    | 6e    | 7e    | 8e    | 9e    | 10e   |
| Prix     | 1 470 € | 880 € | 620 € | 560 € | 530 € | 480 € | 400 € | 340 € | 340 € | 340 € |

En sus, les coureuses placées de la 11e à la 15e place gagnent 220 € et de la 16e à la 20e place 160 €.

#### Prix
Par ailleurs des prix sont distribués. Le classement par équipes rapporte 200, 100 et 75 € aux trois premières. Le classement par points, celui de la montagne donnent 100, 50 et 25 €. Celui de la meilleure jeune 75, 50 et 25 €. La meilleure Espagnole, régionale et combative reçoivent chacune 100 €.

#### Classement de la meilleure Espagnole
Ce classement ne concerne qu'une certaine catégorie de coureuses, celles espagnoles.

#### Classement de la meilleure régionale
Ce classement ne concerne qu'une certaine catégorie de coureuses, celles originaire du Burgos.

#### Prix de la combativité
Un prix de la combativité est attribué à l'issue de chaque étape par l'organisation.